# فرودگاه منطقه‌ای مید دلتا
فرودگاه منطقه‌ای مید دلتا (به انگلیسی: Mid Delta Regional Airport) یک فرودگاه همگانی بهره‌برداری هوایی با کد یاتا GLH است که یک باند فرود آسفالت دارد و طول باند آن ۲۴۳۹ متر است. این فرودگاه در کشور ایالات متحده آمریکا قرار دارد و در ارتفاع ۴۰ متری از سطح دریا واقع شده‌است.